# Жаргатыз
Жаргатыз (каз. Жарықатыз) — упразднённое село в Аулиекольском районе Костанайской области Казахстана. Входило в состав Черниговского сельского округа. Находится примерно в 20 км к северо-востоку от районного центра, села Аулиеколь. Код КАТО — 393651200. Ликвидировано в 2013 году.

## Население
В 1999 году население села составляло 213 человек (116 мужчин и 97 женщин). По данным переписи 2009 года, в селе проживало 70 человек (38 мужчин и 32 женщины).